# ゼイビア・セデーニョ
- サビエル・セデーニョ
- ハビエル・セデーニョ

ゼイビア・セデーニョ（Xavier Cedeño Quiñones, 1986年8月26日 - ）は、プエルトリコのグアヤリニャ出身のプロ野球選手（投手）。左投左打。現在は、フリーエージェント（FA）。

## 経歴

### プロ入りとロッキーズ傘下時代
2004年、MLBドラフト31巡目（全体920位）でコロラド・ロッキーズから指名されるが、すぐには契約せずマイアミ・デイド大学へ進学。翌年の5月になってロッキーズと契約を結んだ。
2010年の開幕前に自由契約となった。この年はどの球団からもオファーがなく、無所属だった。

### アストロズ時代
その後、プエルトリコのウィンターリーグで好投し、2011年1月にヒューストン・アストロズとマイナー契約を結んだ。

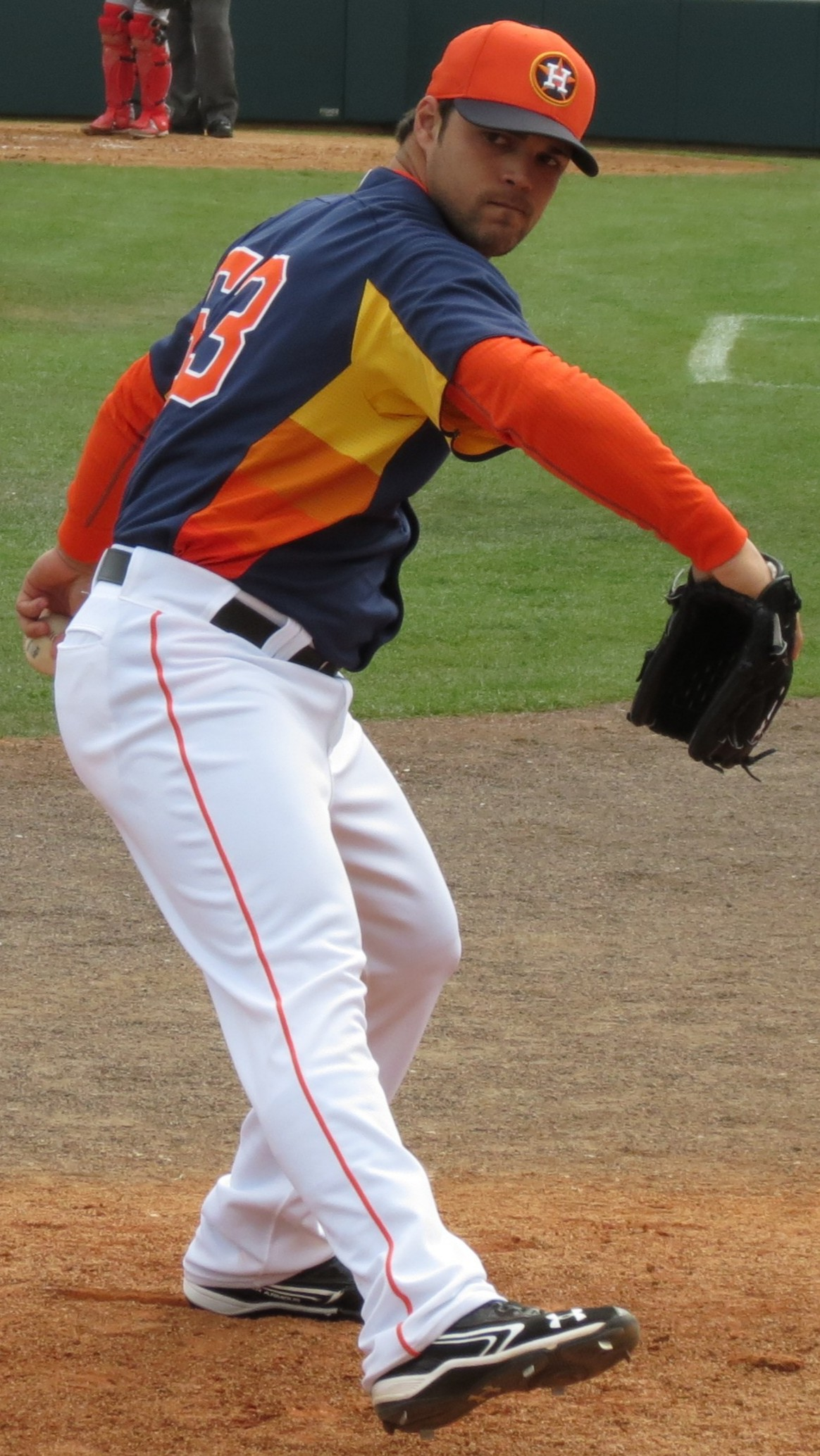
ヒューストン・アストロズ時代
（2013年3月1日）

2011年はAA級コーパスクリスティ・フックスから始まり、AAA級オクラホマシティ・レッドホークス昇格を経て、9月16日のシカゴ・カブス戦でメジャーデビューを果たした。
2012年は左のショートリリーバーとして44試合に登板した。
2013年開幕前の3月に開催された第3回WBCのプエルトリコ代表に選出された。同大会ではチーム最多の7試合に登板して準優勝に貢献。

### ナショナルズ時代
2013年4月23日にウェイバー公示を経てワシントン・ナショナルズに移籍。ナショナルズ移籍後、投げたのは11試合だけだったが、防御率1.50、WHIP1.00を記録する投球を披露した。しかし、移籍前の防御率が悪かったため、アストロズとの合算成績は16試合の登板で防御率6.57という内容だった。
2014年も殆ど出番はなく、9試合に投げただけだった。しかし、防御率3.86を記録し、投球イニングが少ないながら無四球に留めるなど、前のシーズンから比べると一定の復活度合いを示した。
2015年はチームから放出されるまでに5試合に投げ、防御率6.00だった。

### レイズ時代

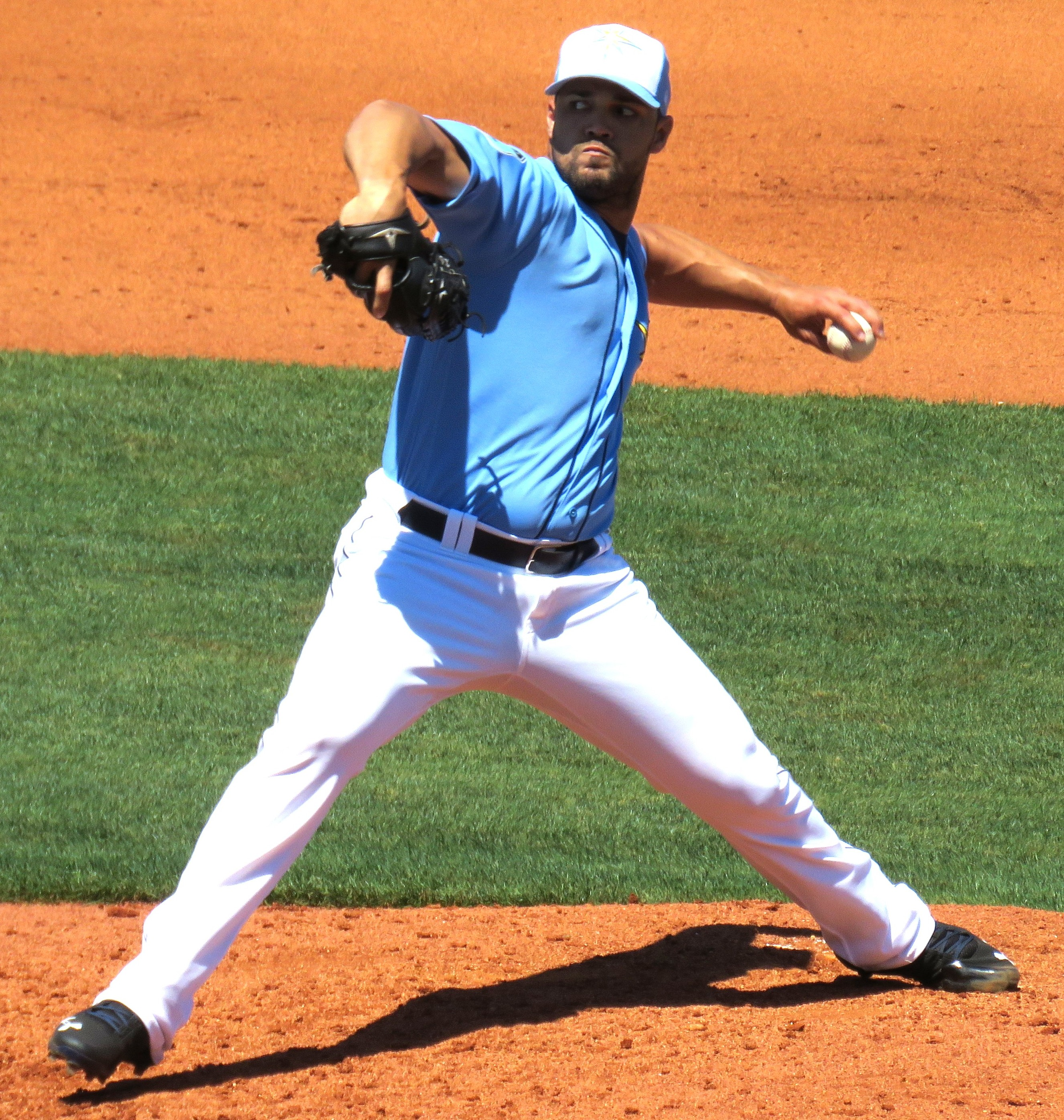
タンパベイ・レイズ時代
（2017年3月19日）

2015年4月22日に金銭トレードで、ロサンゼルス・ドジャースへ移籍したが、24日にDFAとなり、27日に再び金銭トレードで、タンパベイ・レイズへ移籍した。レイズ加入後はコンスタントに登板機会を得て、シーズン終了までに61試合に登板し、チームで30試合以上に登板した投手の中では最も良い防御率2.09を記録。ナショナルズ時代との合算では、66試合のリリーフ登板で防御率2.35・メジャー初勝利含む4勝1敗、47奪三振で奪三振率9.2という好結果だった。
2016年は54試合にリリーフ登板。前年ほどではなかったが、それでも3勝4敗、防御率3.70、WHIP1.19という安定した成績を残した。持ち前の三振奪取能力も健在で、奪三振率は9.4を記録した。
2017年は左腕を痛めて長期離脱したため、9試合の登板にとどまった。オフの12月1日にノンテンダーFAとなった。

### ホワイトソックス時代

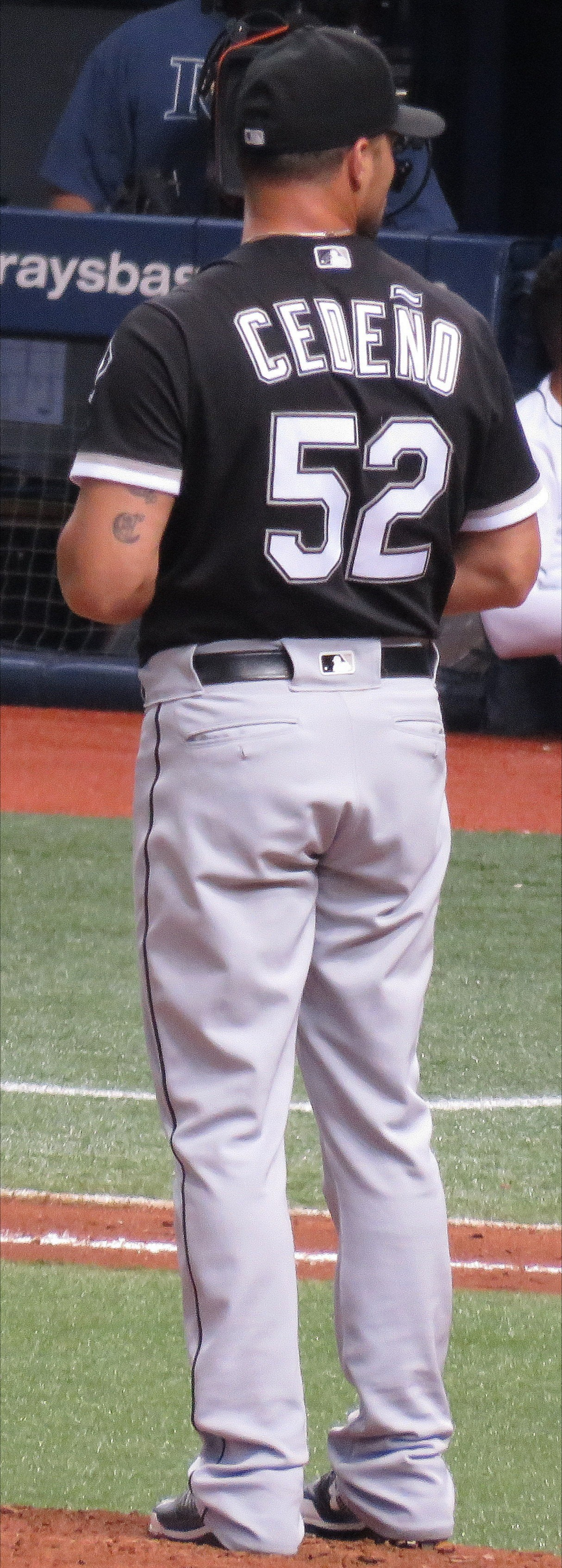
シカゴ・ホワイトソックス時代
（2018年8月4日）

2018年2月8日にシカゴ・ホワイトソックスとマイナー契約を結び、スプリングトレーニングに招待選手として参加することになった。開幕は傘下のAAA級シャーロット・ナイツで迎え、6月7日にメジャー契約を結んでアクティブ・ロースター入りした。

### ブルワーズ時代
2018年8月31日にブライアン・コンネル、ヨハン・ドミンゲスとのトレードで、ミルウォーキー・ブルワーズへ移籍した。オフの11月30日にノンテンダーFAとなった。

### カブス時代
2019年2月14日にシカゴ・カブスと1年90万ドル+出来高の契約を結んだ。オフの10月31日にFAとなった。

## 投球スタイル
スリークォーターから、平均89mph（約143km/h）のカッターと、決め球である平均81mph（約130km/h）のカーブの2球種を使用する（2016年のPITCHf/xによる）。

2015年までは、速球の使用率は50%前後であったが、2016年は70%ほどに上昇している。2013年以前は、速球はシンカーやフォーシームが主体であったが、2014年以降はカッター主体に移行した。また、2014年以降スライダーを使用しなくなった。

## 詳細情報

### 年度別投手成績
| 年 度    | 球 団    | 登 板 | 先 発 | 完 投 | 完 封 | 無 四 球 | 勝 利 | 敗 戦 | セ 丨 ブ | ホ 丨 ル ド | 勝 率 | 打 者 | 投 球 回 | 被 安 打 | 被 本 塁 打 | 与 四 球 | 敬 遠 | 与 死 球 | 奪 三 振 | 暴 投 | ボ 丨 ク | 失 点 | 自 責 点 | 防 御 率 | W H I P |
| -------- | -------- | ----- | ----- | ----- | ----- | -------- | ----- | ----- | -------- | ----------- | ----- | ----- | -------- | -------- | ----------- | -------- | ----- | -------- | -------- | ----- | -------- | ----- | -------- | -------- | ------- |
| 2011     | HOU      | 3     | 0     | 0     | 0     | 0        | 0     | 0     | 0        | 0           | ----  | 11    | 1.2      | 7        | 2           | 0        | 0     | 0        | 0        | 0     | 0        | 5     | 5        | 27.00    | 4.20    |
| 2012     | HOU      | 44    | 0     | 0     | 0     | 0        | 0     | 1     | 1        | 6           | .000  | 138   | 31.0     | 30       | 3           | 14       | 1     | 1        | 36       | 3     | 1        | 15    | 13       | 3.77     | 1.42    |
| 2013     | HOU      | 5     | 0     | 0     | 0     | 0        | 0     | 0     | 0        | 0           | ----  | 37    | 6.1      | 10       | 0           | 7        | 0     | 2        | 3        | 0     | 0        | 11    | 8        | 11.37    | 2.68    |
| 2013     | WSH      | 11    | 0     | 0     | 0     | 0        | 0     | 0     | 0        | 2           | ----  | 23    | 6.0      | 5        | 0           | 1        | 0     | 0        | 6        | 0     | 0        | 1     | 1        | 1.50     | 1.00    |
| '13計    | WSH      | 16    | 0     | 0     | 0     | 0        | 0     | 0     | 0        | 2           | ----  | 60    | 12.1     | 15       | 0           | 8        | 0     | 2        | 9        | 0     | 0        | 12    | 9        | 6.57     | 1.86    |
| 2014     | WSH      | 9     | 0     | 0     | 0     | 0        | 0     | 0     | 0        | 0           | ----  | 30    | 7.0      | 10       | 1           | 0        | 0     | 0        | 5        | 0     | 0        | 4     | 3        | 3.86     | 1.43    |
| 2015     | WSH      | 5     | 0     | 0     | 0     | 0        | 0     | 0     | 0        | 0           | ----  | 15    | 3.0      | 3        | 1           | 2        | 0     | 1        | 4        | 2     | 0        | 2     | 2        | 6.00     | 1.67    |
| 2015     | TB       | 61    | 0     | 0     | 0     | 0        | 4     | 1     | 1        | 19          | .800  | 174   | 43.0     | 37       | 3           | 12       | 2     | 1        | 43       | 4     | 0        | 11    | 10       | 2.09     | 1.14    |
| '15計    | TB       | 66    | 0     | 0     | 0     | 0        | 4     | 1     | 1        | 19          | .800  | 189   | 46.0     | 40       | 4           | 14       | 2     | 2        | 47       | 6     | 0        | 13    | 12       | 2.35     | 1.17    |
| 2016     | TB       | 54    | 0     | 0     | 0     | 0        | 3     | 4     | 0        | 19          | .429  | 174   | 41.1     | 36       | 2           | 13       | 1     | 0        | 43       | 3     | 0        | 17    | 17       | 3.70     | 1.19    |
| 2017     | TB       | 9     | 0     | 0     | 0     | 0        | 1     | 1     | 0        | 0           | .500  | 21    | 3.0      | 7        | 3           | 4        | 1     | 0        | 0        | 0     | 0        | 5     | 4        | 12.00    | 3.67    |
| 2018     | CWS      | 33    | 0     | 0     | 0     | 0        | 2     | 0     | 1        | 7           | 1.000 | 106   | 25.1     | 19       | 1           | 13       | 1     | 0        | 28       | 3     | 0        | 9     | 8        | 2.84     | 1.26    |
| 2018     | MIL      | 15    | 0     | 0     | 0     | 0        | 0     | 0     | 0        | 4           | ----  | 34    | 8.0      | 7        | 0           | 3        | 0     | 0        | 6        | 1     | 0        | 1     | 1        | 1.13     | 1.25    |
| '18計    | MIL      | 48    | 0     | 0     | 0     | 0        | 2     | 0     | 1        | 11          | 1.000 | 140   | 33.1     | 26       | 1           | 16       | 1     | 0        | 34       | 4     | 0        | 10    | 9        | 2.43     | 1.26    |
| 2019     | CHC      | 5     | 0     | 0     | 0     | 0        | 0     | 0     | 0        | 0           | ----  | 13    | 2.0      | 4        | 0           | 3        | 1     | 0        | 1        | 0     | 0        | 0     | 0        | 0.00     | 3.50    |
| MLB：9年 | MLB：9年 | 254   | 0     | 0     | 0     | 0        | 10    | 7     | 3        | 57          | .588  | 776   | 177.2    | 175      | 16          | 72       | 7     | 5        | 175      | 16    | 0        | 81    | 72       | 3.65     | 1.39    |

- 2021年度シーズン終了時

### 背番号
- 63（2011年 - 2013年途中）
- 64（2013年途中 - 同年終了）
- 31（2014年、2015年途中 - 2017年）
- 29（2015年 - 同年途中）
- 52（2018年 - 同年8月30日）
- 33（2018年9月1日 - 同年終了）
- 45（2019年）

### 代表歴
プエルトリコ代表
- 2013 ワールド・ベースボール・クラシック・プエルトリコ代表